# Dick Rivers
Dick Rivers, nacido Hervé Fornieri (Niza, 24 de abril de 1945-París, 24 de abril de 2019), fue un cantante de rock francés. Considerado junto con Johnny Hallyday y Eddy Mitchell uno de los grandes cantantes de rock en Francia. Conocido desde sus inicios en 1961, por crear el grupo artístico Les Chats Sauvages que abandonó en 1962. Realizó una extensa carrera, con influencias del rock, country, folk y blues. Su aspecto era similar al de Elvis Presley, que fue uno de sus ídolos.

## Biografía
Fue el único hijo de un par de comerciantes de Niza, su padre, André Forneri, tenía una carnicería en el Viejo Niza. Recibió su primera guitarra a los doce años, pero abandonó rápidamente el instrumento, prefiriendo escuchar música en lugar de tocarla. De adolescente, le fascinaba el sueño americano; descubrió a Marilyn Monroe en la pantalla grande, luego a Elvis Presley, de quien se convirtió en un fan incondicional. Cubrió su habitación con carteles con la efigie del cantante y adoptó una mirada en su imagen. En 1961, tocó el ausentismo y formó una banda, Les Chats Sauvages, con sus amigos de la escuela secundaria Jean-Claude y Gérard Roboly. Competidor principal de los Black socks (Eddy Mitchell), el grupo contribuyó a popularizar el rock and roll en Francia. Administrados por Jean-Claude Camus, The Cats fueron muy exitosos y produjeron algunos éxitos (Twist en Saint-Tropez). Pero, durante el verano de 1962, Hervé Forneri decidió abandonar la banda para comenzar una carrera en solitario, luego eligió el apodo Dick Rivers (interpretado por Elvis Presley en la película Loving you).
Su primer álbum, Baby John, se lanzó unos meses más tarde, en noviembre de 1962. A partir de ese momento, fue una larga lista de álbumes y colaboraciones fructíferas que destacaron su repertorio. Didier Barbelivien, escribió varios tubos (Niza bahía de ángeles, Los ojos de una mujer, No agregue lindo ..). En la década de 1970, codirigió tres álbumes con Alain Bashung; dos álbumes en 1972, The Rock Machine, Rockin'along ... El lado del país del río, y Rock & roll star en 1974. El año 1982 marcó la reunión con sus exacólitos de los Wild Cats en el momento de la grabación de un A principios de los años 90, realizó su sueño americano y grabó en Austin, Texas, un álbum en homenaje a Buddy Holly, pionero del rock, Hollydays in Austin (1991). En 2006, la nueva generación de canciones francesas le escribió un álbum, titulado sobriamente Dick Rivers, en el que colaboró Benjamin Biolay, Matthieu Chedid o Mickey 3D. En 2011, celebró sus 50 años de carrera con el lanzamiento de un álbum y un libro de confesiones, Mister D, y luego realizó una gira por toda Francia. En mayo de 2014, su nuevo álbum, Rivers, que oscila entre las variedades y el rock, llegó a los contenedores. Desafortunadamente, un comunicado de prensa anunció la cancelación de la gira planeada en 2015; El cantante, víctima de una caída, sufrió una lesión cerebral traumática.
En varias ocasiones, Dick Rivers intentó romper su imagen de roquero con rouflaquettes de los años cincuenta. Así animó un programa musical durante varios años entre 1982 y 1992 en Radio Monte Carlo. En cine, dirigió bajo Jean-Pierre Mocky, en La cándida Madame Duff (1999) y The Furet (2003). En 2004, subió al escenario para la obra de Jean Genet Les paravents en el Théâtre national de Chaillot. 
En el lado privado, Dick Rivers tuvo un hijo único, Pascal, nacido en 1965 de su unión con Micheline. A principios de los 80, conoció a Babette, cuya vida compartió desde entonces. Dick Rivers tenía también un nieto, Joseph, nacido en 1998.

## Discografía

### Álbumes
- 1964 Rien que toi
- 1967 Bye Bye Lily
- 1971 Dick n'Roll
- 1972 The Rock Machine
- 1975 The Dick Rivers connection
- 1975 Mississipi River's
- 1976 Dixie
- 1978 Je continue mon Rock'n slow
- 1979 De Luxe
- 1982 Sans légende
- 1983 Rock n'roll poète
- 1985 Coup de tête
- 1989 Linda Lu Baker
- 1991 Holly Days in Austin
- 1995 Plein Soleil
- 1996 Authendick
- 1998 Vivre comme ça
- 2001 Amoureux de Vous
- 2006 Dick Rivers
- 2008 L'homme sans âge
- 2011 Mister D